# Archiearis suifunensis
Archiearis suifunensis là một loài bướm đêm trong họ Geometridae.